# Pejzaże Kultury
Pejzaże Kultury – książkowa seria wydawnicza Spółdzielni Wydawniczej „Czytelnik”.
- Apogeum chrześcijaństwa ok. 1180 – ok. 1330 (Jacques Le Goff, 2003)
- Damy XII wieku (Georges Duby, 2000)
- Duch romański (Ezra Pound, 1999)
- Dunaj (Claudio Magris)
- Historia ciała w średniowieczu (Jacques Le Goff, Nicolas Truong, 2006)
- Historia getta weneckiego (Riccardo Calimani, 2002)
- Izrael i islam. Boskie iskry (Pietro Citati, 2006)
- Mikrokosmosy (Claudio Magris)
- Mity o miłości (Denis de Rougemont)
- Ogród niedoskonały. Myśl humanistyczna we Francji (Todorov Tzvetan, 2003)
- Ostatni poganie. Zanik wierzeń pogańskich w cesarstwie rzymskim od panowania Konstantyna do Justyniana (Pierre Chuvin, 2008)
- Seks i trwoga (Pascal Quignard, 2002)
- Syn Smoka. Fragmenty zapisków historyka (Sima Qian)
- Światło nocy (Pietro Citati)
- Święty Franciszek z Asyżu (Jacques Le Goff)
- Twarze antyku. Z dziejów portretu w Grecji i w Rzymie (Maria Nowicka)
- W poszukiwaniu Średniowiecza (Jacques Le Goff, Jean-Maurice de Montremy, 2005)
- Wyprawy krzyżowe w oczach Arabów (Amin Maalouf, 2001)